# Nerw udowo-goleniowy

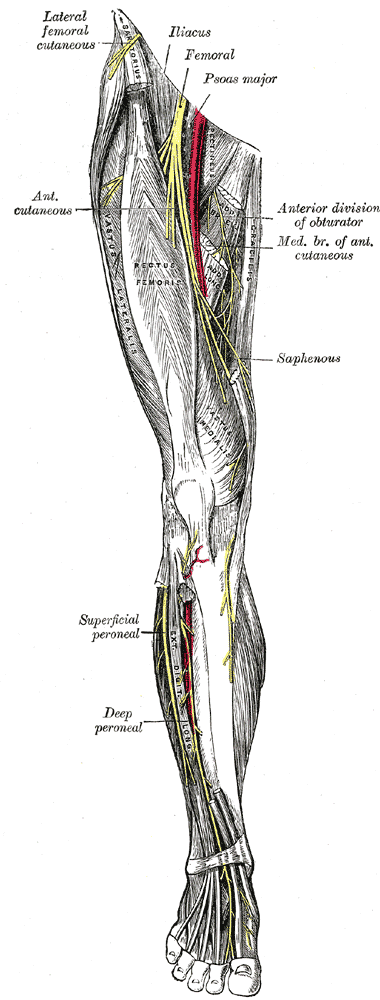
Nerw udowo-goleniowy podpisany Saphenous

Nerw udowo-goleniowy (łac. nervus saphenus) – w anatomii człowieka nerw kończyny dolnej będący przyśrodkową gałęzią warstwy głębokiej końcowych gałęzi nerwu udowego i najdłuższą gałęzią skórną tego nerwu. Unerwia powierzchnię przednio-przyśrodkową kolana i goleni aż do brzegu przyśrodkowego powierzchni stopy.
Klinicznie nerw ten może zostać uszkodzony jatrogennie, np. podczas artroskopii stawu kolanowego lub zabiegów w obrębie kostki przyśrodkowej.

## Przebieg i topografia
W przebiegu tego nerwu wyróżnia się odcinek udowy i goleniowy.
- Odcinek udowy. Rozpoczyna się jako przedłużenie nerwu udowego (jest jego gałęzią końcową) i biegnie do tyłu od mięśnia krawieckiego. Położony bocznie od tętnicy udowej biegnie wzdłuż niej ku dołowi, po drodze krzyżując od przodu tętnicę boczną okalającą udo. Następnie skręca ku stronie przyśrodkowej, biegnąc bardziej skośnie i krzyżuje od przodu tętnicę udową a następnie biegnie po jej przednio-przyśrodkowym obwodzie. Następnie wraz z powrózkiem naczyniowym naczyń udowych nerw udowo-goleniowy wchodzi przez otwór górny do kanału przywodzicieli. Biegnie w nim i 4–5 cm poniżej otworu górnego przebija przednią ścianę kanału przywodzicieli – blaszkę międzymięśniową wraz z gałązką tętnicy udowej – tętnicą zstępującą kolana. Nerw towarzyszy jej, przebiegając przez bruzdę między mięśniem przywodzicielem wielkim a przyśrodkową głową mięśnia czworogłowego uda, przykryty mięśniem krawieckim i powięzią szeroką. Wychodząc niżej spod mięśnia krawieckiego nerw biegnie do tyłu od kłykcia przyśrodkowego kości udowej i kieruje się ku żyle odpiszczelowej.

- Odcinek goleniowy. Nerw przebija powięź goleni na wysokości guzowatości piszczeli i biegnie napowięziowo, towarzysząc żyle odpiszczelowej, która również biegnie napowięziowo na przyśrodkowej powierzchni podudzia. Nerw położony jest ku tyłowi od żyły odpiszczelowej, rzadko przyśrodkowo od niej. W dolnym odcinku nerw dzieli się na dwie gałęzie – przednią i tylną, zazwyczaj ok. 3 cm proksymalnie od wierzchołka kostki przyśrodkowej. Gałęzie te biegną w kierunku kostki i kończą się zakończeniami nerwowymi w skórze, zakończenia gałęzi przedniej znajdują się niedaleko dystalnego końca żyły odpiszczelowej[2].

## Gałęzie
W odcinku udowym występują najczęściej cztery gałęzie:
- gałąź skórna – do przyśrodkowej powierzchni dolnej części uda,
- gałąź stawowa – do przyśrodkowej powierzchni stawu kolanowego,
- gałęzie naczyniowe (2–3) – dochodzą do dolnego odcinka tętnicy udowej i początkowego odcinka tętnicy podkolanowej,
- gałąź podrzepkowa – odchodzi od nerwu zaraz po jego wyjściu z kanału przywodzicieli i biegnie wraz z nerwem udowo-goleniowym pod mięśniem krawieckim, a następnie przebija powięź szeroką w okolicy ścięgna mięśnia krawieckiego (może przebijać również ścięgno) i kieruje się do przodu, dołu i bocznie łukowato obiegając rzepkę dochodząc do guzowatości kości piszczelowej. Zaopatruje tu skórę okolicy kolanowej przyśrodkowej oraz przedniej. Gałąź podrzepkowa tworzy zespolenia z nerwem skórnym bocznym uda, gałęziami skórnymi przednimi nerwu udowego i gałęziami skórnymi przyśrodkowymi nerwu udowo-goleniowego tworząc splot przedrzepkowy (łac. plexus prepatellaris).

W odcinku goleniowym odchodzą:
- gałęzie skórne przyśrodkowe goleni – odchodzą do przodu i tyłu, zaopatrując przednio-przyśrodkową powierzchnię podudzia,
- gałąź stawowa – odchodzi od odcinka końcowego nerwu przed kostką przyśrodkową i biegnie do przyśrodkowego brzegu stopy lub do powierzchni przyśrodkowej palucha. Unerwia przyśrodkową część stawu skokowo-goleniowego, zwanego stawem skokowym górnym.